# 帰ってきた 名探偵ピカチュウ
『帰ってきた 名探偵ピカチュウ』（かえってきた めいたんていピカチュウ、英: Detective Pikachu Returns）は、クリーチャーズが開発し、2023年10月6日に株式会社ポケモンより発売・任天堂より販売されたNintendo Switch用ゲームソフト。『名探偵ピカチュウ』の続編となる。

## 沿革
2019年5月29日、『名探偵ピカチュウ』の続編にあたる完結編がNintendo Switch向けに制作されていることが発表。2023年6月21日、Nintendo Directにおいて本作の正式タイトルと発売日が発表された。

## 開発
もともとはゲームの完結編として考えていたプロットを、映画『名探偵ピカチュウ』でやることになったため、ゲームでは、映画と異なる形での結末を描くこととなった。
前作ではピカチュウはティムの通訳のような役回りとなっていたが、今作ではピカチュウを直接操作するシーンが登場し、通訳を介することなくポケモン同士の会話シーンを楽しむことができる。ピカチュウが力を借りるガーディ、ヒヒダルマ（ガラルのすがた）、レントラー、ゴロンダの4匹については生活環境や設定を特に深く掘り下げて表現している。この4匹は、謎解きの仕組みとの親和性で選ばれた候補の中から、スタッフの好みが反映されて選出された。
「正解表示機能」や「つまみぐいモード」については、謎解きパートを手早く終わらせたいユーザーや配信動画を見て楽しみたいユーザーなど、さまざまな需要に応えるために実装された。

## あらすじ
プロローグ
ライムシティでの「R事件」から2年が経ち、街で多くの事件を解決してきたティムとピカチュウには、市長のハワードから感謝状が贈られることとなった。ライムシティに来ていた、ティムの妹ソフィアと母アイリーンも、感謝状を祝福する。
消えた宝石
宝石商デニスの屋敷で宝石「オーロラの雫」の盗難事件が起こる。デニスの依頼により、ティムたちは執事バーンズの無実を証明することになる。事件を解決するも、ウッウが宝石を飲み込んで飛び去ってしまう。ティムとピカチュウは、ウッウの背中に四角いキューブが取り付けられているのを見て、何者かに操られていたのではないかと考える。
オーロラの伝承
ティムたちはオーロラの雫について詳しく知るため、友人のレイチェルの紹介で、考古学の教授であるゴードンに会うため南の遺跡に向かう。入り組んだ遺跡内を攻略し、無事ゴードンを発見するも突然仕掛けが作動し一時的に閉じ込められてしまう。謎を解きティムたちは遺跡から脱出するが、怪しい人物が遺跡をうろついていることを知る。
容疑者ピカチュウ
ティムとピカチュウが家を出ると、石像を破壊した容疑で突然ピカチュウが警察に逮捕されてしまう。無実を証明するため、ティムは街中で、ピカチュウは警察署内で、それぞれ証拠を集める。収監されたポケモンにはキューブが取り付けられており、それによってポケモンを意のままに操ることができるということ、それを開発しているのがユニタスと名乗る怪しい集団であることを知る。ポケモン保護局は、ユニタスの指示で、危険なポケモンを保護するという名目で無実のポケモンを収監していることが分かり、局長のバトラーは逮捕される。その際に得た証拠で、レイチェルの友人・ジェシカの身が危険であることを知る。
竹林の記憶
ジェシカを守るため、彼女がいる街・バンブーストリートへ向かう。彼女は昔ハワードとその妻エマと一緒に「ポケモン共生研究所」で研究員として働いており、エマが死去した際に彼女の研究データを危険なものだと考え持ち去ったことを話す。しかし、ユニタスのメンバーによって、ジェシカの持つエマの研究データは持ち去られてしまう。一方、ピカチュウはバンブーストリートに来てから定期的に過去の記憶を思い出している。しかしそれはピカチュウの記憶と、ティムの父ハリーの記憶が混ざっていることをティムが指摘し、ピカチュウは、2年前の事故の後ミュウツーがハリーを生かす手段として、ピカチュウの体の中にハリーとピカチュウの意識が同居している状態にしたことを思い出す。
時を超えた計画
2年前に閉鎖されたポケモン共生研究所を拠点にユニタスが活動していることを突き止めたティムたちは研究所へ向かう。研究所を調査する中で、研究者のマーロックには真の目的があることを知る。キューブがポケモンを操るものだと知らなかったハワードに対し彼が騙されているという真実を伝え、レイチェルの説得によりハワードはキューブを公に発表することを中止する。一方マーロックは、オーロラの雫からデオキシスを復活させ、装置を使ってデオキシスと一体化する。ピカチュウはマーロックの企みを阻止するが、研究所の崩壊に巻き込まれてしまう。しかし、ミュウツーの計らいによってピカチュウとハリーは研究所から脱出し、元の姿へと戻ることに成功する。

## 登場キャラクター

### メインキャラクター
ティム・グッドマン
声 - 上村祐翔
本作の主人公。ライム大学の大学生。ピカチュウとともに行方不明になった父親・ハリーを探している。ピカチュウによくツッコミを入れる。
ピカチュウ
声 - 山寺宏一 / 大谷育江
ティムの相棒で、自称名探偵。もともとはハリーのパートナーだった。ティムとだけ言葉が通じる。
もともとは普通のピカチュウだったが、2年前にハリーが事故に遭った際、ハリーを助けてほしいとミュウツーに頼んだことで、以後ピカチュウの身体にはハリーとピカチュウの両方の精神が同居している。
ハリー・グッドマン
声 - 山寺宏一
ティムの父親。ピカチュウのパートナー。回想シーンではハリー自身として事件を捜査する。
ミュウツー
声 - 古谷徹
事件の鍵を握るポケモン。
レイチェル・マイヤーズ
声 - 種﨑敦美
ライム大学の学生。同級生であるティムの探偵活動に興味を持っており、共に行動することもある。バンブーストリートで迷子になった時にリングマに助けられた。
ハワード・マイヤーズ
声 - てらそままさき
レイチェルの父親で、ライムシティの市長。2年前のR事件のことを強く心配しており、娘に危害が及ぶことを案じ、友好キューブを利用しポケモン友好週間を立ち上げる。ユニタスCEOとしてキューブの製造を統括する。
アイリーン・グッドマン
声 - 永島由子
ティムの母親。
ソフィア・グッドマン
声 - 美波わかな
ティムの妹。

### その他のキャラクター
エマ・マイヤーズ
ハワードの妻。ポケモンとの共生を目指す研究をしていたが、2年前にRによる事故で亡くなった。
ジェシカ・ミラー
声 - 社本悠
レイチェルの友人。以前はポケモン共生研究所で働いていたが、閉鎖後はバンブーストリートのピザ屋に勤務している。
チャールズ・マーロック
声 - 津田健次郎
科学者。ユニタスCTOとしてポケモンを操るキューブを開発した。ポケモンと一体化することが真の目標で、デオキシスを復元し自らの精神を融合させた。
ウィル・バトラー
声 - 間宮康弘
ポケモン保護局の局長。無実の罪でポケモンたちを収容し、ユニタスへ輸送する際の謝礼として賄賂を受け取っていた。
パブロ・ミラン
声 - 坂本くんぺい
ティムとピカチュウの行きつけの喫茶店・ハイハットカフェのオーナー。
ルンパッパ
パブロのパートナー。

フランク・ホリデイ
声 - 宝亀克寿
ライムシティの警部。ポケモン保護局の活動に協力するが、保護の仕方に異を唱えたため監視の目を向けられる。
ブラッド・マクマスター
声 - 浜田賢二
ライム警察の警部補。ホリデイの部下。危険と判断したポケモンの保護を担当し、検挙率は署内トップだが、彼もまた保護局の方針に疑念を持ち独自に調査を行う。
ライボルト
ブラッドのパートナー。

エミリア・クリスティー
声 - 清水理沙
テレビ局GNNのニュースキャスター。
サンジーヴ・デニス
声 - 最上嗣生
宝石商であり、デニス邸の主人。バーンズを信用している。ガーディは彼のことを｢サンジーさん｣と呼ぶ。
ガーディ
サンジーヴのパートナー。匂いを判別して辿ることが得意。性別はメスで、一人称は｢あたし｣。責任感が強い性格。

ブランドン・バーンズ
声 - 佐藤健輔
デニス邸に長く勤めている執事。容疑者として警察に疑われる。
コアルヒー
バーンズのパートナー。おつかいとしてコーヒー豆を買うことができる。性別はメスで、一人称は｢アタシ｣。

ラリー・ターナー
声 - 間宮康弘
デニス邸の使用人。屋敷のポケモン達の食事を担当している。ポケモン達を眠らせている隙に宝石を盗み出すことを計画していた。
ウッウ
ターナーのパートナー。ものを飲み込んで保管することができる。性別はオスで、一人称は｢ぼく｣。

クラウディア・デニス
声 - 角倉英里子
サンジーヴの妻。夫とは意見が合わず対立することも多い。食べ物にポケモンの毛が入るのが嫌という理由で、食事の時間は屋敷のポケモン達を別の部屋に隔離している。
ピクシー
クラウディアのパートナー。クラウディアのことを深く思っている。

トレバー・ゴードン
声 - 小山力也
ライム大学の教授。考古学を研究しており、そのために世界中を飛び回るフィールドワークのおかげで体力がある。
ヤドン
ゴードンのパートナー。ゴードンのことを｢ゴーさん｣と呼ぶ。得意技はみずでっぽう。

クリス・オナー
声 - 山田親之條
ゴードンの助手。ゴードンの調査に同行し炊事を担当している。
ゴンベ
クリスのパートナー。大食い。

ヒヒダルマ（ガラルのすがた）
ユニタスによってガラル地方から連れてこられたポケモン。氷塊や岩石などの障害物をパンチで破壊することができる。特性は｢ダルマモード｣。性別はオスで、一人称は｢ぼく｣。
レントラー
ライムシティに住んでいるポケモン。壁を透視することができる。性別はオスで、一人称は｢俺｣。
ゴロンダ
竹林に住んでいるポケモン。大きなブロックなどの障害物を押しのけることができる。性別はオスで、一人称は｢俺｣。
以前ピカチュウと会った際にはヤンチャムだった。怪我をして弱っていた所をハリーに助けられたことがある。
キース・ノーマン
声 - 櫻井トオル
回想に登場。ハリーに問い詰められると、コドラにRを使い暴れさせ、その隙に逃走した。2年前にR事件の犯人として逮捕された。

## 評価
初週には85,639本を売り上げ、10月2日 - 8日の週には売り上げ首位を獲得した。
IGN Japanの山田集佳は、ポケモンたちが日常の中に生きる風景を見られる点や、ポケモンたちと直接会話することができるシーンが魅力的だと述べた。一方、ムービーが単調な点や、ミステリ部分が簡単な点、ストーリーが簡素な点などを欠点として挙げ、10点満点中6点と評価した。また、ピカチュウの正体が映画『名探偵ピカチュウ』で明かされていることや、ポケモンとともに過ごす日常風景はゲーム『ソード・シールド』『LEGENDS アルセウス』で示されていることから、本作の立ち位置が難しくなっているとも述べている。

## Webアニメ
短編アニメ『名探偵ピカチュウ 〜華麗なるモーニングルーティン〜』が、2023年10月25日にYouTubeにて公開された。アニメーション制作はポリゴン・ピクチュアズ。

## 漫画
縦スクロール漫画『帰ってくる前の 名探偵ピカチュウ』が、2023年10月27日にゲーム公式サイトにて公開された。ライムシティで探偵をするピカチュウが主人公となり、ゲーム本編につながっている「一通の手紙」と、「ルチャブルへの挑戦」の2つのエピソードが描かれている。